# Араужу Виана, Кандидо Жозе де
Кандидо Жозе де Араужо Виана, маркиз Сапукаи (порт. Cândido José de Araújo Viana, Marquis of Sapucaí; 15 сентября 1793, Нова-Лима, Колониальная Бразилия — 23 января 1875, Рио-де-Жанейро, Бразильская империя) — бразильский политик, государственный и общественный деятель, юрист, судья.

## Биография
После окончания школы, в 1815 году поступил в университет Коимбры, где изучал право. Юрист.
В 1821 году был избран членом Учредительного собрания Бразильской империи, затем палаты депутатов, представляющих провинцию Минас-Жерайс, переизбирался в течение трёх сроков.
В 1826 году был назначен губернатором провинции Алагоас, а затем в 1828 году — провинции Мараньян.
Занимал кресло королевского прокурора, министра Верховного суда Бразилии (1849). Служил министром юстиции и финансов (1832, 1841), членом Государственного совета с момента его создания. Как министр имперских дел во втором консервативном кабинете (1841—1843) руководил принятием закона, по которому сенаторы получили титул «ваше превосходительство». Министр и государственный секретарь по делам бизнеса Империи (1841—1843).
В 1840—1875 годах — сенатор Бразилии. Председатель Палаты депутатов Бразилии с 4 января 1851 по 7 мая 1854 года, руководил Сенатом (1851—1853). В 1854 году ему был пожалован титул виконта, в 1872 году — маркиза.
Был членом Тайного совета при императоре Бразилии.
В 1839 году был назначен учителем литературы наследника престола Педру II (тогда); позже занимался образованием принцессы Изабел Браганса.
Был вице-президентом Общества поддержки национальной промышленности, входил в состав учредительного совета Бразильского историко-географического института и был его президентом с 1847 по 1875 годы.
Почётный великий мастер Великого востока Бразилии.

## Награды
- Орден Христа (Бразилия) (1826)
- Орден Южного Креста (1829)
- Большой крест Ордена Башни и Меча
- Орден Почётного легиона
- Орден Святого Януария
- Орден Саксен-Эрнестинского дома